# Taxillus caloreas
Taxillus caloreas är en tvåhjärtbladig växtart som först beskrevs av Friedrich Ludwig Diels, och fick sitt nu gällande namn av Danser. Taxillus caloreas ingår i släktet Taxillus och familjen Loranthaceae. Utöver nominatformen finns också underarten T. c. fargesii.